# 宇佐美まい
宇佐美 まい（うさみ まい、1995年3月15日 - ）は、日本の元AV女優。

## 略歴・人物
神奈川県出身。趣味は音楽鑑賞・読書・アニメ、特技は柔軟。所属事務所はNEWGATE。
オナニーは小学生の頃から。初体験は高校2年の時で最初から気持ち良かったと話しているが、別のインタビューでは最初は思ったほど痛くもなくこんなものかという程度で3回目から気持ち良くなったと答えている。
2013年12月、S1の専属女優としてAVデビュー。AV女優となった動機は、セックスが好きで好きな事が仕事にできればと自ら応募した。
2015年2月よりS1専属を離れ企画単体女優として活動し、2016年で新作の発売がなくなった。
2020年6月、サイゾー主催のオールタイム「好きなAV女優アンケートトーナメント」にノミネート。2016年引退と記述される。

## 出演作品

### アダルトDVD
2013年
- 新人 NO.1 STYLE 宇佐美まい AVデビュー（12月7日、S1）

2014年
- 初体験4本番スペシャル（1月7日、S1）
- 交わる体液、濃密セックス（2月7日、S1）
- 犯された女子高生 催眠淫欲調教（3月7日、S1）
- 精子ちょうだい（4月7日、S1）
- イラマチオ奴隷志願 地味でトロい同期OLは、優秀な口便器（5月7日、S1）
- 恥じらいのお漏らし（6月7日、S1）
- ブラックディックファック（7月7日、S1）
- 宇佐美まいがイクときの絶叫（8月19日、S1）
- 制服少女 変態おやじサークルの淫行記録（9月19日、S1）
- 恥じらいのパイパン（10月19日、S1）
- 秘密捜査官の女 嵌められた近親相姦の罠（11月19日、S1）
- ラブキモメン（12月19日、S1）

2015年
- 完全ノーカット バッコンバッコン大乱交（1月19日、S1）
- パイパンマ○コに真正なま中出し15発 中出し解禁作品（2月19日、SODクリエイト）
- 黒髪ロリ美少女宇佐美まいに無茶ぶり4SEX 逆ナンパ、乱交、寝起きドッキリSEX… 終わらないピストンで連続絶頂1泊2日の旅（3月19日、SODクリエイト）
- 宇佐美まい エスワン8時間 コンプリートBEST（4月19日、S1）※ベスト版
- 娘の告白を断り切れず、妻の目を盗んでごっくん近親相姦（4月23日、SODクリエイト）
- 「便女当番」 5（5月25日、SODクリエイト）
- 人生初・トランス状態 激イキ絶頂セックス SPECIAL（7月1日、プレステージ）共演:葉里さやか、美星るか、白石悠、高嶋ゆいか
- 絶対服従トランスサークル（9月1日、プレステージ）共演:初美沙希、羽月希、星空もあ、せいの彩葉、七瀬ひとみ、鳴月らん　※AV OPEN 2015 マニア・フェチ部門1位
- 睨まれレ○プ ○学生編 〜だだこね娘と強制性交〜（10月1日、MOODYZ）他出演:さとう愛理、星空もあ
- うちの妹4人にいたずら子作り（10月1日、ZUKKON/BAKKON）共演:さとう愛理、若月まりあ、星空もあ
- 聖・ご奉仕宇宙学園（10月9日、宇宙企画）共演:初美沙希、愛須心亜
- 美少女がザーメン食べた 男汁バイキング（10月13日、MOODYZ）
- キモ親父×女子校生 だいしゅきホールド種付け催眠姦（10月25日、本中）
- 親にも学校にも言えない、女子校生放課後限定バイト 7（11月13日、S級素人）他出演:宮崎あや、裕木まゆ、菊池ひなの
- 男を凄まじい射精へ導く アイドルの有頂天オ○○ポマッサージ♡（12月4日、h.m.p）
- 僕の大事な美少女フィギュア（12月25日、宇宙企画）

2016年
- 冴えない女優の育てかた（4月22日、TMA）共演:麻里梨夏、裕木まゆ、広瀬うみ、森はるら

### イメージDVD
- 宇佐美まいはオレのカノジョ。（2015年6月25日、GRADEN）
- パイパンファイトクラブ（2015年8月1日、デジプラン）

## テレビ
- 第1回セクシー女優ダラケ!のスカパー!水泳大会（2015年8月22日、BSスカパー）

## ウェブテレビ
- スパローズのギリギリアウツ!? #96（2014年、ニコニコ生放送）